# Daniel Rutherford
Daniel Rutherford, född den 3 november 1749 i Edinburgh, död den 15 november 1819, var en skotsk läkare. Auktorsnamnet Rutherf. kan användas för Daniel Rutherford i samband med ett vetenskapligt namn inom botaniken; se Wikipediaartiklar som länkar till auktorsnamnet.
Rutherford, som blev professor i botanik vid Edinburghs universitet 1786, upptäckte kvävet, som han beskrev i avhandlingen De aëre mephitico (1772), men som han inte namngav eller närmare undersökte (detta gjordes samma år av Joseph Priestley).